# Понтонёр

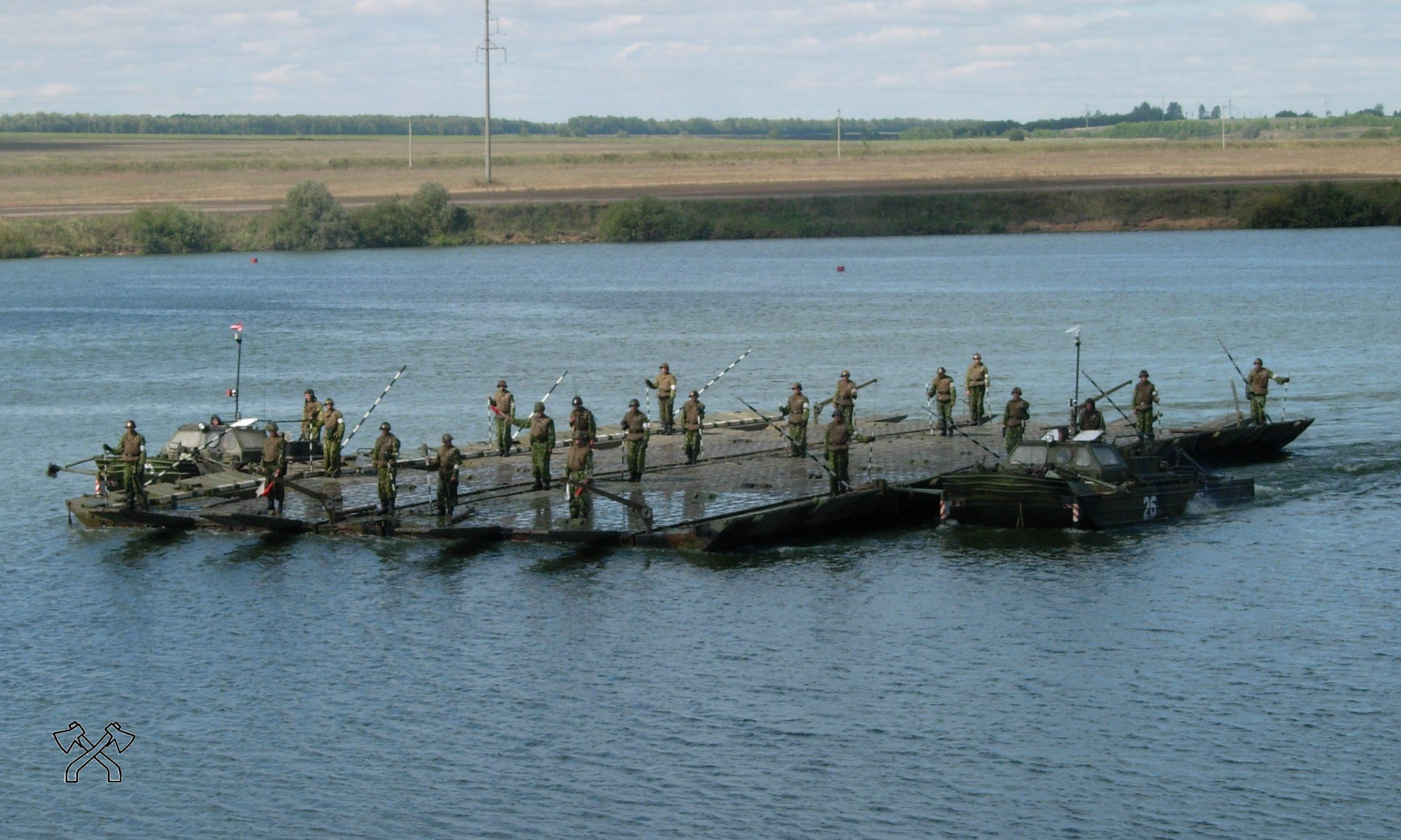
Понтонёры на пароме, грузоподъёмностью 180-тонн, двойной ширины понтонного парка ППС-84, с катерами БМК-460 по бортам.

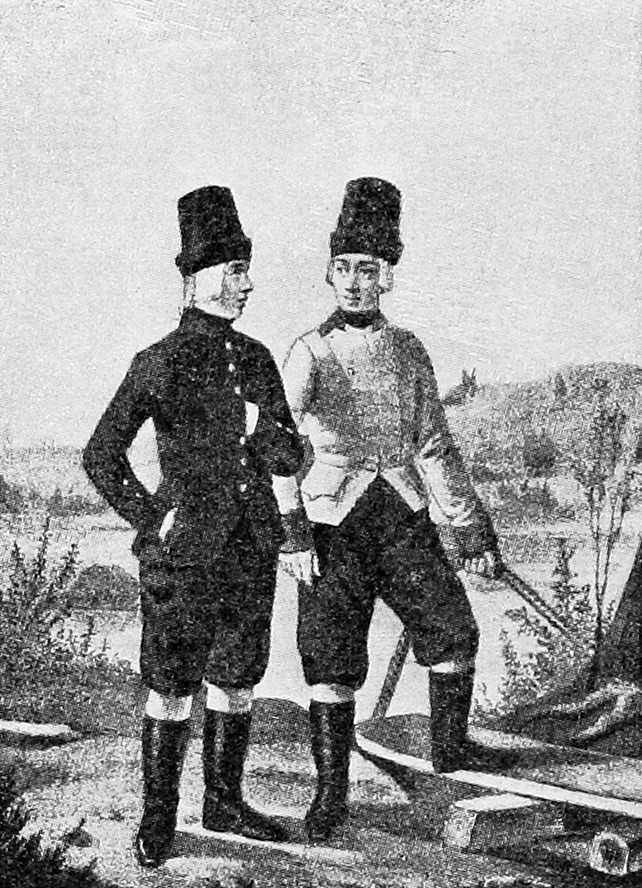
Понтонеры Русской Армии (РИА) (1797 — 1801 годов.).

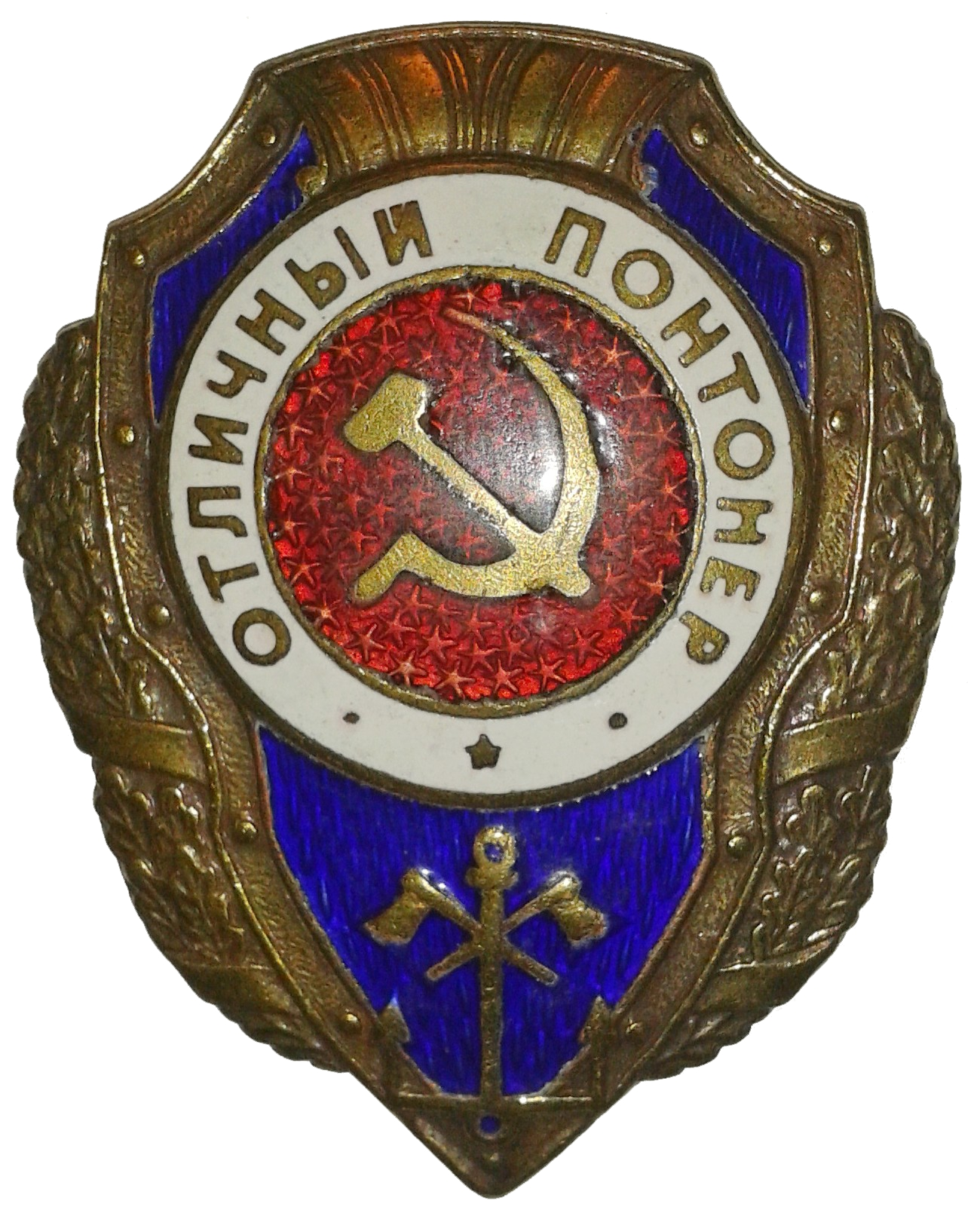
Знак «Отличный понтонёр»

Понтонёр (фр. pontonier, от ponton, понтон) — название в Русской армии нижнего чина, понтонных частей и подразделений.
В настоящее время время — название воинской должности и специальности (военно-учётная специальность) в ВС России, и лицо находящее на должности и имеющее данную специальность. В ВС России понтонёры существуют в формированиях специальных (инженерных, дорожных и железнодорожных) войск.

## История

### Российская империя
В инженерных войсках Русской Армии нижние чины, занятые обслуживанием и применением понтонов, назывались понтонёрами.
В 1712 году в Вооружённых силах Русского государства были утверждены штаты (организационно-штатная структура) Команды понтонёров, которая в 1757 году была преобразована в Понтонную роту. В 1790 году в Вооружённых силах Российской империи была сформирована 2-я понтонная рота. В 1804 году 1-я и 2-я понтонные роты переформированы и сведены в Артиллерийский понтонный полк. На тот момент времени данное формирование опередило своё время, и в 1806 году Артиллерийский понтонный полк был расформирован и разделён на восемь отдельных понтонных рот, которые были включены в состав артиллерийских бригад, переформированных из артиллерийских полков. 
В соответствии с опытом применения понтонных формирований в период Первой Отечественной войны и Освободительного похода в Западную Европу в 1814 году понтонные роты стали отдельными частями и состояли (придавались) корпусам и крепостям ВС России. 
Военное дело в России постоянно совершенствовалось, и в 1822 году отдельные понтонные роты были приданы пионерным батальонам Корпуса инженеров. Впоследствии им сменили наименование и стали именовать понтонными парками. В 1832 году понтонные парки поименованы фурштатскими (понтонными) ротами. В 1850 году, в ходе совершенствования структуры инженерных войск некоторые сапёрные роты были переименованы в понтонные, а фурштатские (понтонные) роты — в понтонные фурштатские отделения (парки). В ходе военного строительства, в 1857 году, понтонные роты и парки переформированы в отдельные понтонные парки, в 1864 году — в понтонные полубатальоны, а в 1877 году — в понтонные батальоны.

### Союз ССР и Российская Федерация
Понтонёр в РККА, в Советской Армии ВС Союза ССР и по настоящее время (ВУС-167618) — военнослужащий рядового состава понтонных и иных соединений, частей и подразделений инженерных, железнодорожных и дорожных (транспортных) войск, обеспечивающий оборудование и содержание мостовых переходов и паромных переправ.
Расчёт понтонного автомобиля с речным (береговым) звеном понтонно-мостового парка — два понтонера и водитель-понтонер.
В понтонном отделении — заместитель командира взвода — командир отделения, старший понтонёр, старший водитель, три понтонёра и четыре водителя-понтонёра.

## Знак «Отличный понтонёр»
Для отличия (поощрения) рядового и сержантского состава военнослужащих РККА ВС Союза ССР, кто проявил свои высокие моральные и деловые качества, отлично знал своё вооружение и применяемую военную технику, выделялся примерной воинской дисциплиной и достиг мастерства по своей военно-учётной специальности, 5 апреля 1943 года Указом Президиума Верховного Совета СССР был учреждён Знак «Отличный понтонёр». Этим знаком отличия награждались понтонёры рядового и сержантского состава понтонно-мостовых частей и соединений инженерных и дорожных войск Красной Армии, систематически показывающие высокие образцы:
- отличной работы по наводке понтонных мостов и устройству паромных переправ в боевых условиях;
- отличной работы и инициативных действий на переправе войск на паромах и десантом в боевой обстановке;
- отличной разведки места переправ и заграждений в боевых условиях;
- отличного выполнения работ по наводке мостов;
- инициативы и находчивости по использованию подручных средств и материалов для устройства переправ;
- отличной работы по устранению заграждений противника, умелого и инициативного применения заграждений и подрывного дела в бою;
- инициативного устройства ложных переправ, вызывающих огонь противника;
- находчивости, смелости и мужества по спасению людей, вооружения и имущества во время переправы;
- маскировки личной, маскировки производственных работ и технических средств;
- сохранения личного оружия и инженерного имущества во всех условиях боевой обстановки;
- бережного содержания в боевой обстановке личного оружия и инженерно-технического имущества.

В 1957 году знак отличия «Отличный понтонёр» был упразднён.

## Интересные факты
- Ещё при Петре I именно в честь этого только создаваемого  рода оружия был назван посёлок Понтонный.
- Первая понтонёрная часть в ВС России по прежнему находится в центре посёлка Понтонный.